# Lucio Cornelio Léntulo (cónsul 3 a. C.)
Lucio Cornelio Léntulo (en latín, Lucius Cornelius Lentulus; c. 42 a. C.-4 d. C.) fue un político y militar romano que sirvió de cónsul en 3 a. C.

## Biografía
Miembro de la gens patricia Cornelia, Léntulo fue probablemente hijo de Lucio Cornelio Léntulo y Sulpicia. Partidario de Tiberio, fue elegido cónsul junto a Marco Valerio Mesala Mesalino en el año 3 a. C. Alrededor del año 4 d. C., fue designado procónsul de África. Durante su periodo de gobernación, se enfrentó a la sublevación de los pueblos nativos en el sur de la provincia y más allá de las fronteras. Durante una expedición en el desierto de Libia contra los nasamones, resultó muerto.
Léntulo prometió a su hija, Cornelia Léntula, en matrimonio a Lucio Volusio Saturnino, consul suffectus en 3 d. C.